# Lyren
|  | For musikinstrumentet se lyre. |
Lyren (Lyra) er et stjernebillede på den nordlige himmelkugle. I Lyren ligger stjernen Vega.